# Термінал ЗПГ Дюнкерк
Термінал ЗПГ Дюнкерк – інфраструктурний об`єкт для прийому, перевалки та регазифікації зрідженого природного газу на півночі західного узбережжя Франції, що дозволяє також мати гарний доступ до газотранспортної мережі Бельгії.  
Термінал у Дюнкерку, введений в експлуатацію в середині 2016 року, став четвертим об’єктом такого роду в країні. Його потужність складає 13 млрд.м3 на рік. Сховище для ЗПГ складається з трьох резервуарів об’ємом по 190000 м3 кожен. Портове господарство здатне обслуговувати газові танкери вантажоємністю від 15000 до 267000 м3.  
Станом на 2016 рік у Дюнкерці можуть здійснювати операції по перевалці ЗПГ на інші газові танкери. Крім того, розглядається можливість організації бункерування суден та відправки продукції автотранспортом, як то облаштовано на інших французьких терміналах (Фос-Каву, Фос-Тоскін, Монтур-де-Бретань).
Проект реалізовано консорціумом у складі французьких EDF (65%) і Total (10%), а також бельгійської Fluxys (25%). При цьому від Єврокомісії отримано на 20 років звільнення від обов'язку допуску третіх осіб до використання потужностей терміналу.